# Мальдивско-пакистанские отношения
Мальдивско-пакистанские отношения — двусторонние отношения между Мальдивами и Пакистаном. Дипломатические отношения между странами были установлены в 1966 году.

## История
8 мая 2015 года в Исламабаде состоялась встреча президента Мальдив Абдуллы Ямина с премьер-министром Пакистана Навазом Шарифом. По результатам встречи лидеры двух стран договорились расширить сотрудничество по следующим направлениям: борьба с незаконным оборотом наркотических средств, система здравоохранения, система образования, спортивные мероприятия, туризм, торговля, борьба с терроризмом и работорговлей.

## Экономические отношения
В 2011 году Мальдивы импортировали из Пакистана товаров на сумму 6 миллионов долларов США.